# Czapka kucharska

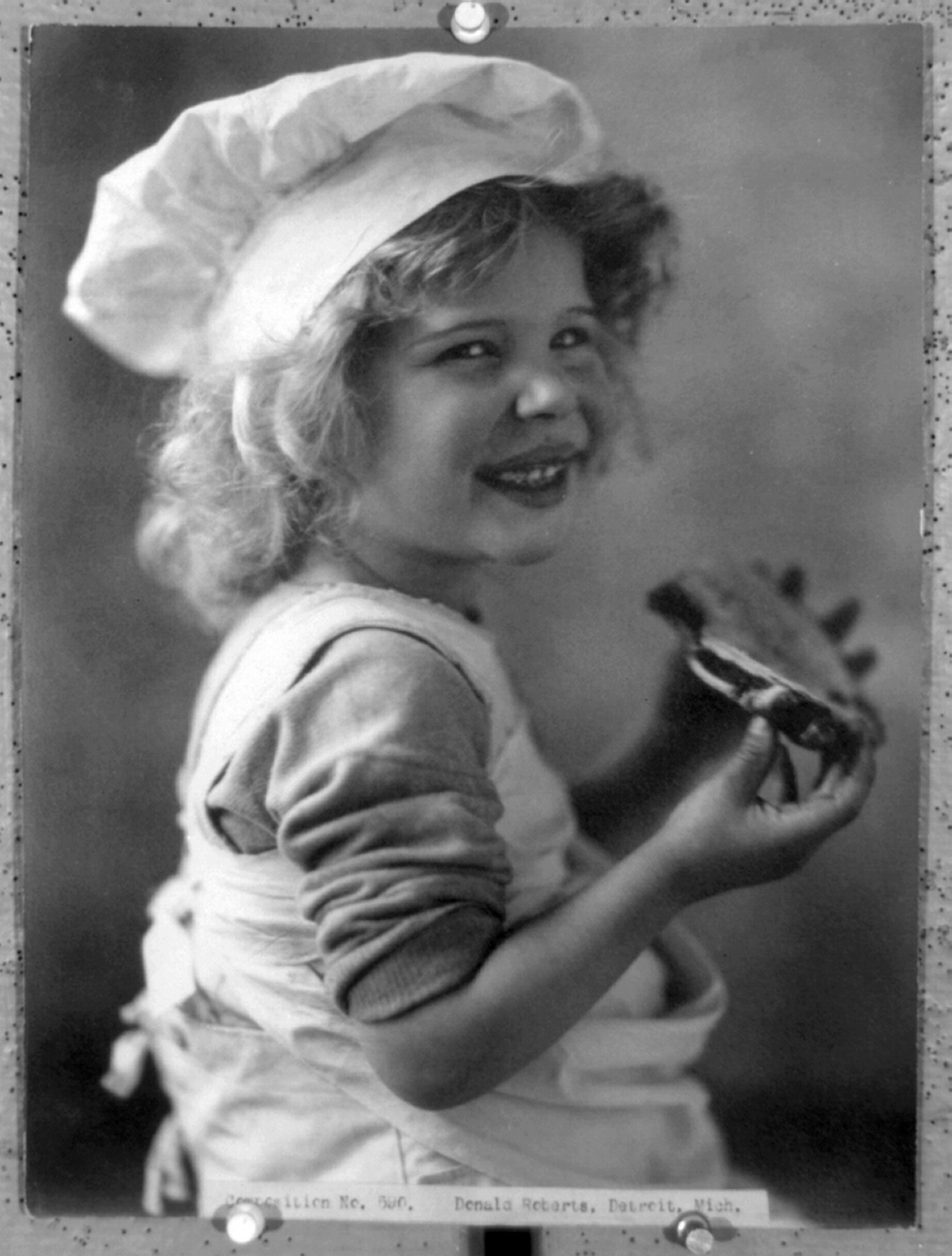
Dziewczynka w tradycyjnej czapce kucharskiej

Czapka kucharska – używana ze względów higienicznych, nie jest obowiązkową odzieżą roboczą w restauracji. Papierowe jednorazowe czepki kucharskie są znacznie częściej stosowane niż tkaniny wielokrotnego użytku. Alternatywnie, noszone są czepki i krótka wersja czapki szefa kuchni, zwana łodzią.
Marie-Antoine Carême (1784–1833), który gotował dla uczestników Kongresu Wiedeńskiego, jest uważany za wynalazcę sztywnego kapelusza kucharza, kiedy po raz pierwszy zamontował sztywny papierowy pierścień w kapeluszu szefa kuchni.

## Heraldyka

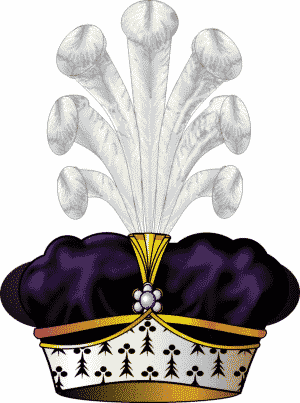
Toque (beret)

Toque – tak nazywa się kapelusz szefa kuchni we Francji, pochodzi z heraldyki francuskiej i zastępuje z upiększeniem koronę w hierarchii. Ta szczególna forma beretu została wprowadzona przez reformę heraldyczną, znaną jako heraldyka napoleońska. Jej wygląd można określić jako białą „czapkę szefa kuchni” ze strusimi piórami z przodu, na środku. Toczek jest uważany za późną odmianę kapelusza turniejowego obok beretu. Różne kształty i liczba piór determinowały rangę szlachty.